# 町田菊次郎
町田 菊次郎（まちだ きくじろう、嘉永3年11月23日（1850年12月26日） - 1917年（大正6年）4月2日）は、群馬県の養蚕家。高山長五郎の後を継いで高山社第2代社長となり、私立甲種高山社蚕業学校を設立した。

## 生涯

### 高山長五郎への入門
嘉永3年（1850年）11月23日上野国緑野郡本郷村の養蚕農家町田藤太郎の子として生まれた。幼名は藤太郎。明治5年（1872年）3月9日家督を継ぎ、1874年（明治7年）3月本郷村副戸長となった。
矢場村で堤防工事を監督した際、休憩時間に吉田半十郎宅で高山長五郎の清温育の講義を聞いて興味を持ち、1875年（明治8年）入門し、1876年（明治9年）蚕児飼育法授業員として地域を巡回した。
1879年（明治12年）緑野郡の陸田を水田化するため神流川・三波川・三名川の灌漑を計画したところ、神流川から引水していた埼玉県児玉郡・賀美郡に反発され、肥土村高橋某等に自宅を襲撃され、高山長五郎宅に避難した。千曲川から神流川に引水して水量を補う案を立てるも、陸田を桑園として活用するよう長五郎に諭され、断念した。同年村役を辞し、村会議員となった。
1880年（明治13年）高山家監査員となり、授業員の勤怠管理を行った。1884年（明治17年）3月高山社が設立され、1885年（明治18年）副社長となり、練木喜三・松本伍作に蚕病対策、佐々木長淳に顕微鏡による蚕蛾・蚕卵検査を学んだ。

### 高山社の継承

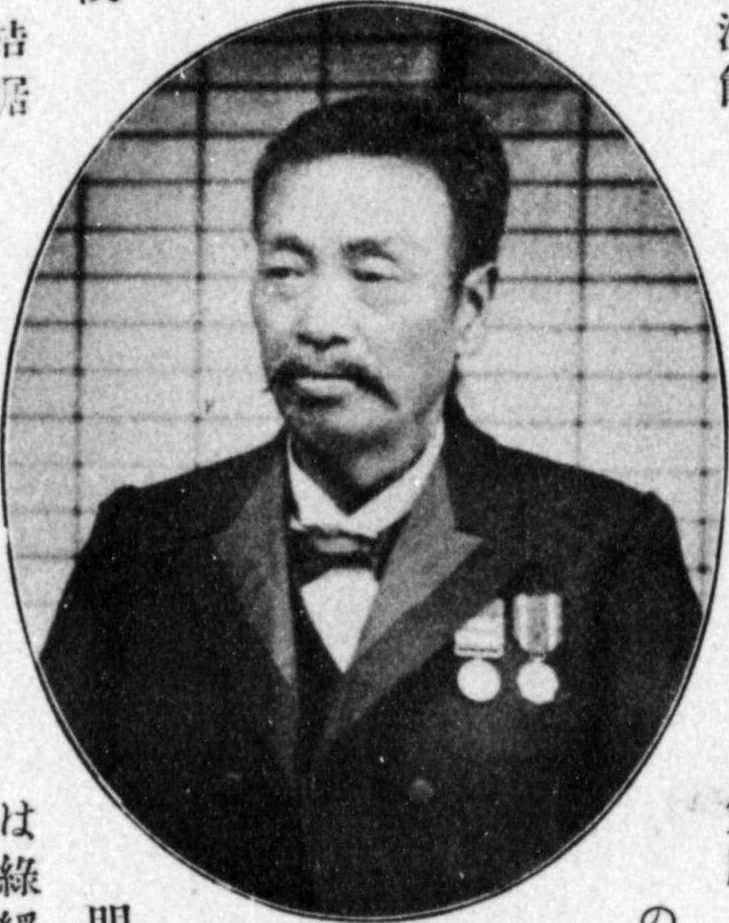
町田菊次郎

1886年（明治19年）8月星野長太郎と北海道進出を計画し、札幌を視察中、社長長五郎の重病により帰郷し、12月後任を任された。同年緑野郡・多胡郡連合町村会議員。
1887年（明治20年）3月高山社を藤岡町字中原小路に移転し、事務所・伝習所・参考館・倉庫4棟を建設した。同年北海道を再訪して札幌・俄虫村に養蚕伝習所を設立し、亀田郡・上磯郡に教師を派遣した。同年緑野郡・多胡郡同業者の粗製濫造を抑制するため生糸高山組と称して合同販売を担い、星野長太郎と共にアメリカ合衆国への直輸販売を行った。1889年（明治22年）パリ万国博覧会に赤熟繭を出品し、銅賞を受賞した。
1895年（明治28年）広島県・福井県の依頼で両県で養蚕術を遊説した。1897年（明治30年）5月新井領一郎の勧めで星野長太郎と上海に渡り、江蘇省・浙江省・広東省等の蚕業を視察し、8月蚕種20種余を持ち帰った。

### 蚕業学校の設立

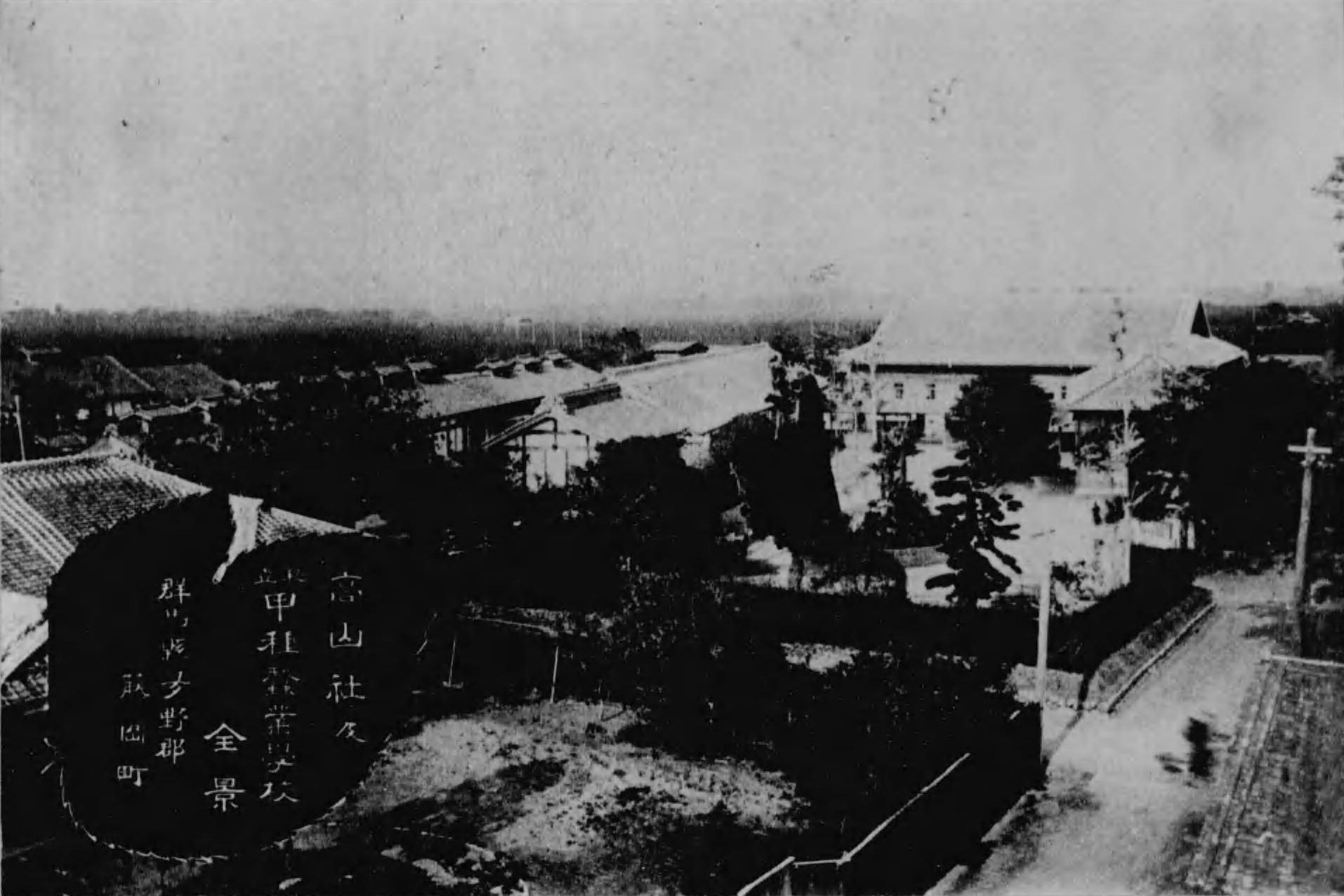
高山社及び私立甲種蚕業学校全景（群馬県多野郡藤岡町）

1899年（明治32年）乙種実業学校として高山社蚕業講習所を設立し、12月校舎を新築し、1900年（明治33年）4月甲種実業学校の認可を受け、1901年（明治34年）4月15日高山社蚕業学校と称し、6月14日校長に就任した。
1905年（明治38年）10月農商務省・群馬県の命で三俣愛策・黒沢貞吉と大連に渡り、満州安東県の柞蚕業、韓国平安道・黄海道・京畿道・忠清道・慶尚道の蚕糸業を視察し、12月帰郷した。1910年（明治43年）大久保佐一と生繭共同販売会社を設立した。1911年（明治44年）甘楽社理事。また、藤岡銀行取締役を務めた。
1917年（大正6年）3月25日副社長高山武十郎を次期社長、高橋茂太郎と息子三郎を次期副社長に指名し、4月2日又は3日死去し、竜田寺に葬られた。法名は体信院円澄覚元居士。

## 死後
蚕業学校は高山武十郎に引き継がれたが、1927年（昭和2年）3月末日廃止され、跡地は緑野教会を経て、現在JAたのふじ駐車場、藤岡幼稚園、みどり保育園となっている。
1938年（昭和13年）諏訪神社古墳上に町田菊次郎頌徳碑が建立され、2014年（平成26年）6月25日藤岡市有形文化財に指定された。
家業の養蚕業は1970年（昭和46年）孫寿江が体調を崩し、1971年（昭和46年）曽孫英子も企業に就職したことで途絶えたが、1892年（明治25年）頃築の生家兼分教場には主屋・桑場が現存する。

## 著書
- 1893年（明治26年）4月 『蚕業雑話筆記』（広島市役所）
- 1894年（明治27年）5月 『蚕業講話筆記』（福井市真蓮寺）
- 1895年（明治28年）4月 『蚕業秘術』
- 1899年（明治32年）5月 『養蚕講話筆記』（群馬県利根郡農会）
- 1902年（明治35年）5月 『養蚕飼育一班』（群馬県佐波郡玉村実業同盟会）
- 1904年（明治37年）4月 『養蚕法』
- 1906年（明治39年）3月 『明治三十八年調査 満韓蚕糸業調査事項報告書』（農商務省・群馬県）
- 1915年（大正4年） 『最近養蚕法』

## 栄典
- 1892年（明治25年）10月19日 緑綬褒章[35]
- 1898年（明治31年）5月 大日本農会紅白綬有功章[36]
- 1917年（大正6年）4月2日 従六位[37][38]

## 家族
- 父：町田藤太郎 - 文政6年（1823年）3月4日生[3]。町田久助長男[3]。
  - 姉：はん - 小泉又衛 (2代目) 妻[39]。
    - 甥：小泉信太郎[39]

  - 弟：斎三郎 - 明治5年（1872年）3月8日生[3]。池野滝蔵養子[40]。
- 妻：とく（登久） - 安政2年（1855年）1月24日生[3]。上栗須村小泉又衛次女[3]。明治5年（1872年）8月4日入籍[3]。1891年（明治24年）3月21日没[3]。
  - 長女：きく - 1874年（明治7年）8月12日生[3]。星野元治妻[41]。1962年（昭和37年）9月18日没[41]。
    - 孫：星野愷[41]

  - 長男：三郎 - 1876年（明治9年）10月30日生[3]。1896年（明治29年）帝国大学農科大学乙科卒[42]。1899年（明治32年）少尉[42]。日露戦争に出征し、1905年（明治38年）中尉[42]。蚕業学校教諭を経て、3代目社長を継ぎ、2代目町田菊次郎を襲名[42]。埼玉県井上市郎次女フクと結婚[27]。
    - 孫：寿江 - 1906年（明治39年）3月生[27]。三郎次女[27]。
      - 曽孫：英子[33]

  - 次男：市郎 - 1879年（明治12年）4月20日生[3]。角田喜右作養子[26]。
  - 三男：亀市 - 1882年（明治15年）3月8日生[3]。新井繁次郎養子[40]。
  - 次女：まつ - 1888年（明治21年）3月10日生[3]。島崎芳太郎妻[40]。
  - 三女：まさこ - 1889年（明治22年）11月24日生[3]。浅見伝平次男起平妻[40]。

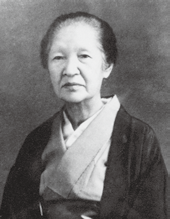
町田和加

- 妻：わか（和加） - 元治元年（1864年）2月生[27]。上阿久原村浅見伝平娘[43]、島崎芳太郎母[27]。1881年（明治14年）藤岡町島崎房治郎と結婚するも、1889年（明治22年）死別し、1894年（明治27年）菊次郎と再婚[43]。1940年（昭和15年）没[43]。
  - 四男：峰一 - 1894年（明治27年）4月生[27]。
  - 五男：信行 - 1895年（明治28年）2月生[27]。
  - 六男：義夫 - 1897年（明治30年）8月生[27]。
  - 七男：武正 - 1899年（明治32年）3月生[27]。
  - 八男：国武 - 1901年（明治34年）2月生[27]。
  - 四女：千代 - 1903年（明治36年）1月生[27]。
  - 五女：あさ - 1905年（明治38年）6月生[40]。島崎平造養子[40]。
  - 九男：恒行 - 1909年（明治42年）9月生[27]。